# Glory (film, 2016)
Pour les articles homonymes, voir Glory et Glory (film).
Pour plus de détails, voir Fiche technique et Distribution.
Glory (Слава, Slava) est un film gréco-bulgare réalisé en 2016 par Kristina Grozeva et Petar Valtchanov.

## Synopsis
Tsanko Petrov est un simple cantonnier qui travaille pour le ministère des Transports. Lors d'une inspection routinière de la voie ferrée, il découvre un sac rempli de billets de banque. N'écoutant que son honnêteté, il décide de rendre l'argent aux autorités.
Sa hiérarchie, très fière de son geste et à l'affût d'une bonne opération de communication, décide de l'honorer publiquement. Le ministre des Transports lui remet en grande pompe une montre flambant neuve... qui ne fonctionne pas. Dans le tumulte, son ancienne montre, cadeau de son père, est égarée. Tsanko va s'efforcer de la récupérer mais va aussi se heurter à l'absurdité de la bureaucratie et aux ambitions des uns et des autres...

## Fiche technique
- Titre : Glory
- Titre bulgare : Слава (Slava)
- Réalisation : Kristina Grozeva, Petar Valtchanov
- Scénario : Kristina Grozeva, Petar Valtchanov, Detcho Taralejkov
- Pays d'origine :  Bulgarie,  Grèce
- Langue : bulgare
- Long métrage de fiction - drame
- Durée : 101 minutes
- Dates de sortie : 
  -  Suisse : 4 août 2016 au Festival international du film de Locarno
  -  France : 19 avril 2017

## Distribution
- Stefan Denolioubov : Tsanko Petrov
- Margita Gosheva : Julia Staïkova
- Kitodar Todorov
- Milko Lazarov : Kiril Kolev
- Gueorgui Stamenov
- Ivan Savov : le ministre Kantchev
- Mira Iskarova : Galia
- Hristofor Nedkov : Porter
- Ana Bratoeva : Ani
- Nadejda Bratoeva
- Nikola Dodov
- Stanislav Gantchev - Misho
- Dimitar Sardjev - Cameraman
- Tania Chahova - Pepa
- Dr. Gueorgui Stamenov - lui-même
- Deyan Statoulov - Ivan

## Distinctions

### Récompenses
- Festival international du film de Flandre-Gand - Mention spéciale
- Golden Rose Bulgarian Feature Film Festival 2016 - Golden Rose Award
- Festival international du film des Hamptons 2016
- Film Forum Zadar 2016 - Grand Prix et meilleur acteur pour Stefan Denolioubov
- Arras Film Festival 2016 - Atlas d’or
- Festival de cinéma européen des Arcs 2016 : Flèche de cristal et Prix de la presse

### Sélection
- Festival international du film de Locarno 2016 : sélection en compétition